# Dietelia aequatoriensis
Dietelia aequatoriensis är en svampart som först beskrevs av Syd. & P. Syd., och fick sitt nu gällande namn av Buriticá & J.F. Hennen 1980. Dietelia aequatoriensis ingår i släktet Dietelia och familjen Pucciniosiraceae.   Inga underarter finns listade i Catalogue of Life.